# Laimutė Baikauskaitė
Laimutė Baikauskaitė, född den 19 juni 1956 i Klaipėda, Litauen, är en sovjetisk friidrottare inom medeldistanslöpning.
Hon tog OS-silver på 1 500 meter vid friidrottstävlingarna 1988 i Seoul. 